# 21730 Ignaciorod
21730 Ignaciorod este un asteroid din centura principală de asteroizi.

## Descriere
21730 Ignaciorod este un asteroid din centura principală de asteroizi. A fost descoperit pe 9 septembrie 1999 la Socorro, New Mexico, în cadrul proiectului LINEAR. Asteroidul prezintă o orbită caracterizată de o semiaxă mare de 2,21 ua, o excentricitate de 0,11 și o înclinație de 3,9° în raport cu ecliptica.